# ПСД „Железничар” Нови Сад
Планинарско смучарско друштво „Железничар” Нови Сад члан је Планинарског савеза Новог Сада, Планинарског Савеза Војводине и Планинарског савеза Србије.

## Историјат
ПСД „Железничар” Нови Сад основали су 18. априла 1951. године радници железнице, љубитељи природе који су од оснивања ширили идеје о боравку у природи, одласку у планине и о заштити природе. По ранијим прописима Друштво је регистровано као удружење грађана. Сада, према одредбама Закона о спорту, регистровано је у Агенцији за привредне регистре у Регистру удружења, друштава и савеза у области спорта, где је уписан и матични број 08098212 и број 9319, према јединственој класификацији делатности – остале спортске делатности.
По броју чланова најбројније је у Војводини, а по броју редовних акција једно је од најактивнијих у Србији.
Друштво је редован члан Планинарског савеза Војводине и Планинарског савеза Србије и посредно је у Међународној асоцијацији UIAA.

## Традиционалне акције
- Фрушкогорски маратон[2] - вишедеценијска манифестација
- Јесењи маратон[3]
- Пешачимо у природи[4] - традиционална акција по Фрушкој гори која се одржава сваке недељље без изузетка од 14. новембра 1982. године.
- Пешачење средом[5] - сваке среде ПСД "Железничар" организује шетње по Фрушкој гори у душини од око 15. километара.
- Шумарење - пешачење се одвија на Фрушкој гори, дужине стазе су око 12. километара и намењене су људима са слабијом концијом.
- Пешачењем упознајмо Фрушку гору[6] - је суботња акција намењана планинарима и људима који су у одличној форми. Без пуно пауза жестоким темпом прелази се око 25 километара са више од 1200 метара кумулативног успона по Фрушкој гори.

## Освојени планински врхови
- Елбрус[7]
- Аконкагва[8]
- Мон Блан[9]
- Килиманџаро[10]
- Сток кангри[11]
- Дамаванд[12]
- као и многе друге врхове Европе и света и готово све познатије врхове СФР Југославије.